# Aleksander Tumidajski

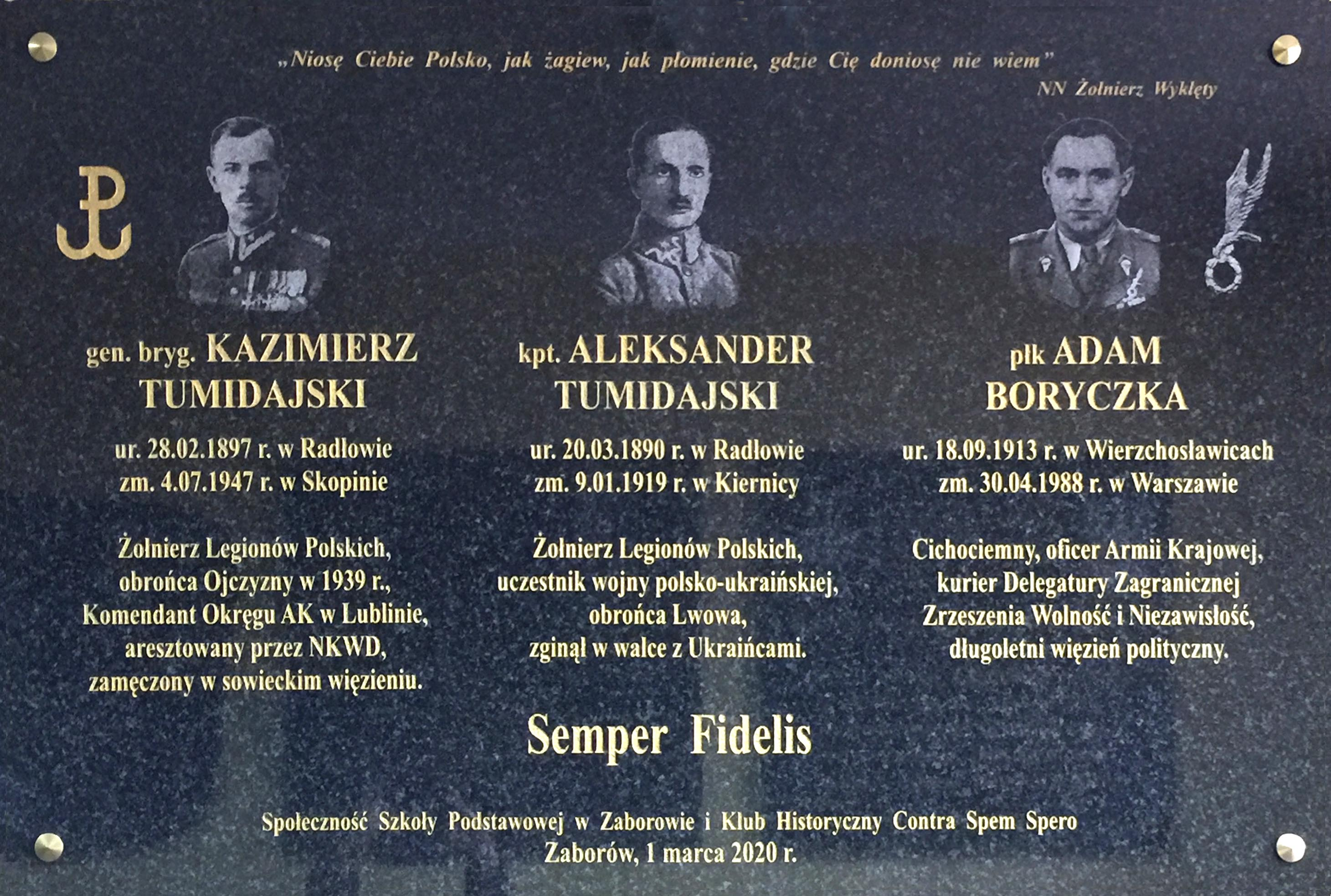
Tablica pamiątkowa w Szkole Podstawowej w Zaborowie

Aleksander Tumidajski (ur. 20 marca 1890 w Radłowie, zm. 9 stycznia 1919 w Kiernicy) – porucznik piechoty Wojska Polskiego, działacz niepodległościowy, kawaler Orderu Virtuti Militari.

## Życiorys
Pochodził z wielodzietnej rolniczej rodziny - miał dziewięcioro rodzeństwa. Jego rodzicami byli Karol i Magdalena, z domu Jawień (ojciec był handlowcem, pełnił funkcję prezesa miejskiego Polskiego Towarzystwa Gimnastycznego „Sokół” i Kasy Stefczyka). Jego młodszy brat Kazimierz (1897-1947) był pułkownikiem Wojska Polskiego.
Ukończył I Gimnazjum im. K. Brodzińskiego w Tarnowie. Podjął studia na Wydziale Prawa Uniwersytetu Jagiellońskiego. Należał do Drużyn Strzeleckich. Po wybuchu I wojny światowej porzucił pracę i 25 sierpnia 1914 zgłosił się do Legionów Polskich, po czym został przydzielony do 9 kompanii 2 Pułku Piechoty Legionów (tak samo jego brat Kazimierz). W maju 1915 ukończył szkołę podchorążych pułku w Marmaros-Sziget. 11 listopada 1915 został awansowany do stopnia chorążego, po czym służył w III batalionie 6 Pułku Piechoty (w tym samym pułku brat Kazimierz). Uczestniczył w walkach na Polesiu, został ranny w bitwie pod Kuklami, był leczony, brał udział w bitwie pod Optową 5 lipca 1916, nad Styrem oraz nad Stochodem. Za te czyny pośmiertnie został odznaczony Krzyżem Srebrnym Virtuti Militari.
Po kryzysie przysięgowym pracował w Polskiej Organizacji Wojskowej w Krakowie. Z dniem 10 listopada 1918 został przyjęty do Wojska Polskiego z byłych Legionów Polskich, z zatwierdzeniem stopnia porucznika, ogłoszonego w rozkazie generała majora Edwarda Śmigłego-Rydza 5 listopada tego roku. Brał udział w wojnie polsko-ukraińskiej, w tym w walkach o Lwów. Zginął 9 stycznia 1919 pod wsią Kiernica koło Gródka Jagiellońskiego (został dwukrotnie ranny i dobity przez Ukraińców).
Został pochowany na cmentarzu w rodzinnym Radłowie, gdzie jego ciało sprowadził brat Kazimierz. Pośmiertnie został awansowany do stopnia kapitana.

## Ordery i odznaczenia
- Krzyż Srebrny Orderu Wojskowego Virtuti Militari nr 6331 – pośmiertnie 17 maja 1922[8][9]
- Krzyż Niepodległości – pośmiertnie 6 czerwca 1931 „za pracę w dziele odzyskania niepodległości”[10]
- Krzyż Pamiątkowy 6 pułku piechoty Legionów Polskich[11]
- Srebrny Medal Waleczności I klasy[12]